# Kawaji Takahiro
Takahiro Kawaji (sinh ngày 10 tháng 12 năm 1972) là một cầu thủ bóng đá người Nhật Bản.

## Sự nghiệp câu lạc bộ
Takahiro Kawaji đã từng chơi cho Kashima Antlers và Otsuka Pharmaceutical.